# Tinizong-Rona
Tinizong-Rona ist eine Ortschaft in der Gemeinde Surses, Kanton Graubünden.
Von 1998 bis zum 31. Dezember 2015 war Tinizong-Rona eine eigenständige politische Gemeinde. Am 1. Januar 2016 schloss sie sich mit den damaligen Gemeinden Bivio, Cunter, Marmorera, Mulegns, Riom-Parsonz, Salouf, Savognin und Sur zur neuen Gemeinde Surses zusammen. Tinizong-Rona war seinerseits am 1. Juli 1998 aus einer Fusion der der früher selbständigen Gemeinden Tinizong ⓘ (dt. und bis 1943 offiziell Tinzen ⓘ, anschliessend bis 1944 offiziell Tinizun) und Rona (dt. und bis 1943 offiziell Roffna) hervorgegangen.

## Geographie
Die ehemalige Gemeinde liegt inmitten der Talschaft Oberhalbstein im Bereich der bewaldeten Gefällsstufe, welche die beiden Talabschnitte Surgôt und Sotgôt voneinander trennt. Die Talstrasse fällt ab der ehemaligen Gemeindegrenze auf etwa 2 km um lediglich 13 m bis zum Dorf Rona (1410 m ü. M.), dann in der auf einen prähistorischen Bergsturz zurückgehenden Steilstufe um 180 m bis Tinizong (1232 m), anschliessend auf 2 km wieder nur um 25 m.
Das ehemalige Gemeindegebiet umfasst einen Ausschnitt des annähernd in Süd-Nord-Richtung verlaufenden, von der Julia durchflossenen Haupttales sowie das etwa 8 km lange rechte Seitental Val d’Err. Auf der rechten Talseite erstreckt sich das Territorium bis zur Wasserscheide gegen Oberengadin und oberes Albulatal. Hier zieht die ehemalige Gemeindegrenze über die markanten Gipfel von Corn da Tinizong (dt. Tinzenhorn, 3172 m), Piz Ela (3339 m), Piz Val Lunga (3078 m), Piz Salteras (3111 m), Piz Bleis Marscha (3128 m), Piz Laviner (3137 m), Piz Jenatsch (3250 m) bis zum Piz d’Err (3378 m, höchster Punkt der Gemeinde). Zum kleineren linksseitigen Teil des ehemaligen Gemeindegebiets gehört der untere Abschnitt des Seitentals Val da Livizung.

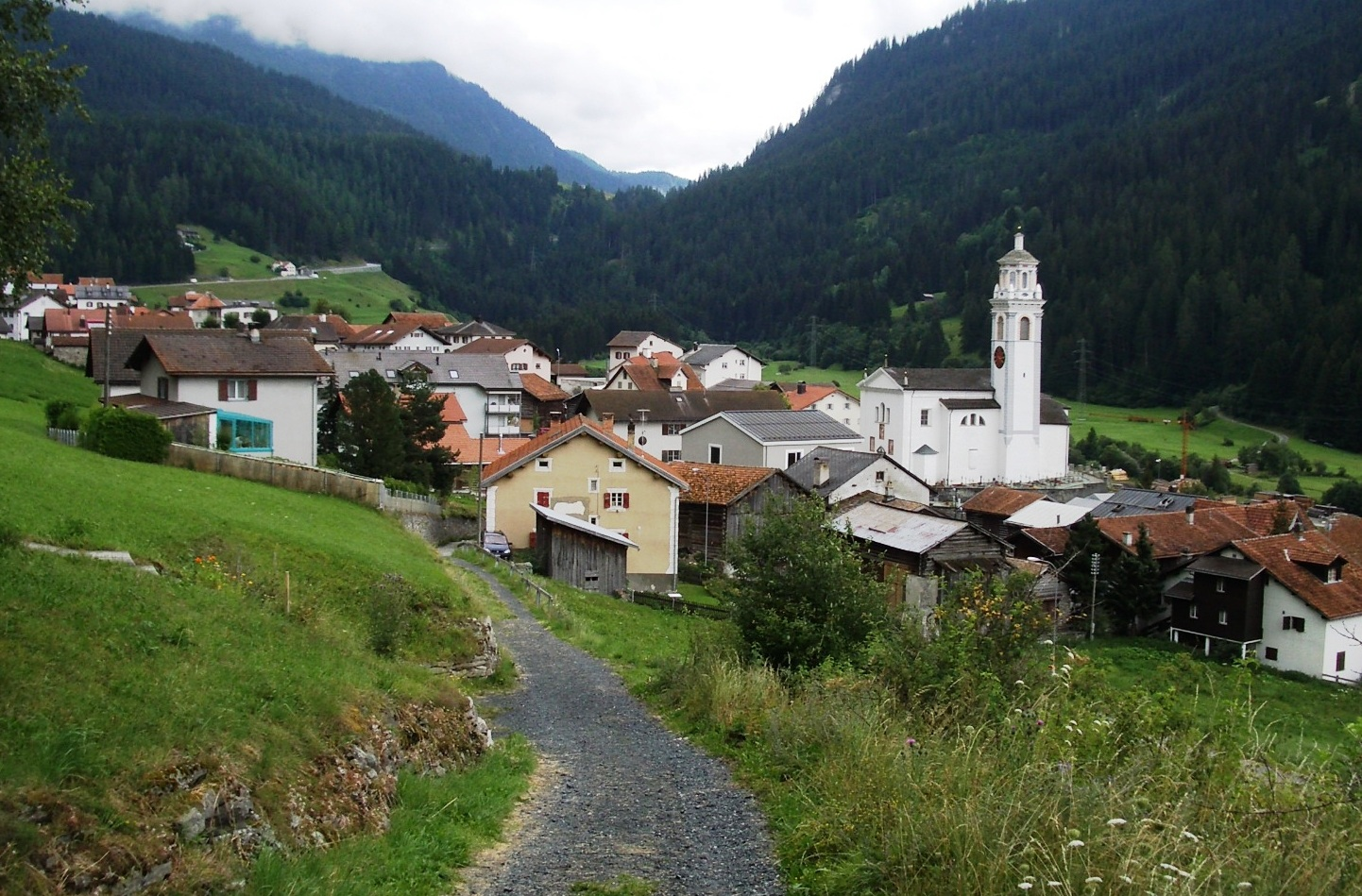
Tinizong mit Julierpass-Strasse im Hintergrund

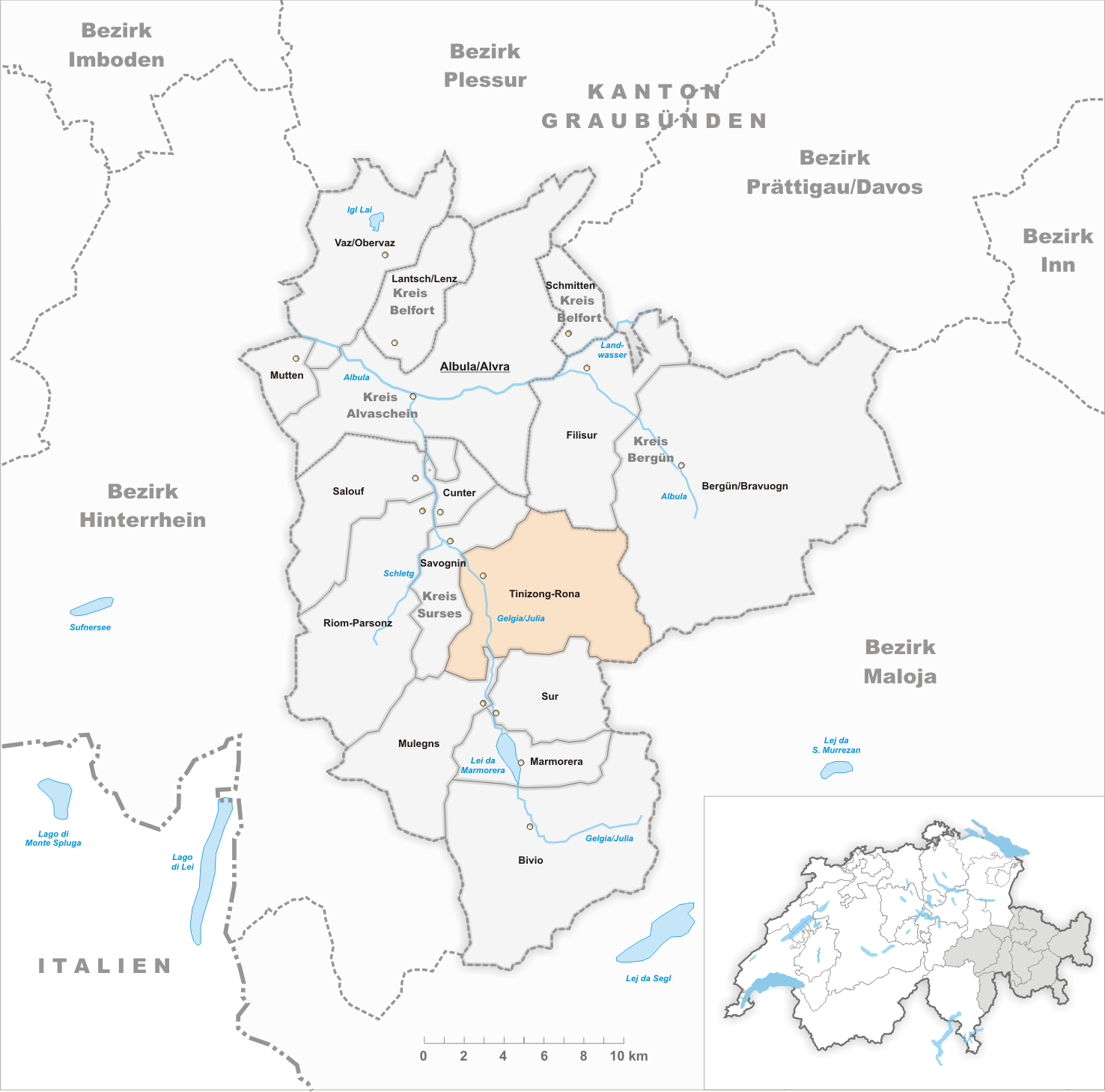
Gemeindestand vor der Fusion am 1. Januar 2016

Das langgestreckte Strassendorf Tinizong liegt leicht erhöht am rechten Ufer der Julia. Das Dorf Rona besteht aus zwei Teilen: Rieven an der Julia und dem höher gelegenen Kirchdorf Ruegna (auch Oberrona genannt). Oberrona gehörte bereits vor dem Gemeindezusammenschluss zur politischen Gemeinde Tinizong. Die politische Gemeinde Rona – welche in der fusionierten Gemeinde lediglich 11 % der Fläche ausmacht – bestand also nur aus Rieven, und die Gemeindegrenze verlief mitten durch das Dorf. Rieven, die jüngste der Ortschaften, entstand erst im 17. Jahrhundert, als das von Rüfen bedrohte und teilweise zerstörte Livizung aufgegeben und die Ansiedlung verlegt wurde.
Ausser den Dorfsiedlungen gehörten zur Gemeinde die Häusergruppen Mulegn und Vardaval an der Hauptstrasse, das Maiensäss Pensa im Val d’Err sowie mehrere Alpsiedlungen.
Im Jahr 1997 wurden 32,5 % der ehemaligen Gemeindefläche landwirtschaftlich genutzt, der Wald nahm 25,8 % ein, die Siedlungen 1,1 %. Als unproduktiv galten 40,6 %.

### Geologie
Wie Grabungen zeigten, wurden die reichen Mineralvorkommen im Oberhalbstein bereits während der Eisenzeit genutzt. In den Gruben Parsettens im Val d’Err und Falotta (auf Gemeindegebiet Sur knapp jenseits der Gemeindegrenze) wurde in verschiedenen Epochen Manganerz abgebaut. Ihre Blütezeit erlebten die Erzgruben in den beiden Weltkriegen. Von 1916 bis 1919 wurden 1764 Tonnen, von 1942 bis 1945 sogar 4275 Tonnen Erz gefördert. Neben dem Hauptmineral Braunit finden sich viele weitere manganhaltige Mineralien, unter ihnen die hier entdeckten Tinzenit, Parsettensit, Sursassit und Grischunit.
Am nahegelegenen Tinzenhorn und dem Piz Mitgel (im Parc Ela) wurden 2007 Saurierspuren entdeckt, welche als die weltweit ältesten ihrer Art (Sauropoden) gelten.

## Geschichte
Bereits in einem römischen Strassenverzeichnis aus dem 3. Jahrhundert wurde Tinizong als Tinnetione erwähnt. Im Mittelalter besass der Ort als Haupt der Port Tinzen und Sust (Umladeplatz) an der Septimer- und Julierroute eine herausgehobene Stellung.
Ein erster Anlauf zur Fusion der beiden Gemeinden Tinizong und Rona scheiterte 1910; sie kam erst 1998 zustande.
→ siehe auch Abschnitt Geschichte im Artikel Tinizong

→ siehe auch Abschnitt Geschichte im Artikel Rona GR

## Wappen
| Wappen von Tinizong-Rona | Blasonierung: «Geteilt von Rot und Silber, in Rot zwei gekreuzte brennende silberne Kerzen, überhöht von silberner Mitra mit blauem Besatz, in Silber schwarzes Antoniuskreuz.» |
| Wappen von Tinizong-Rona | Das Wappen verbindet Bestandteile der Wappen der beiden bisherigen Gemeinden:                                                                                                   |

### Wappen der früheren Gemeinde Tinizong
| Wappen von Tinizong-Rona | Blasonierung: «In Rot zwei gekreuzte brennende silberne Kerzen, überhöht von silberner Mitra mit blauem Besatz»                       |
| Wappen von Tinizong-Rona | Ein Gemeindestempel zeigt die Figur des Heiligen Blasius, des Patrons der Kirche, während für das Wappen sein Attribut gewählt wurde. |

### Wappen der früheren Gemeinde Rona
| Wappen von Tinizong-Rona | Blasonierung: «Schrägrechts geteilt von Silber und Schwarz, in Silber ein schwarzer, rot bewehrter springender Steinbock; in Schwarz ein silbernes Antoniuskreuz» |
| Wappen von Tinizong-Rona | Der Steinbock und die Farben weisen auf den Gotteshausbund hin, das Antoniuskreuz auf den Patron der Pfarrkirche.                                                 |

## Bevölkerung
| Bevölkerungsentwicklung | Bevölkerungsentwicklung | Bevölkerungsentwicklung | Bevölkerungsentwicklung | Bevölkerungsentwicklung | Bevölkerungsentwicklung | Bevölkerungsentwicklung | Bevölkerungsentwicklung | Bevölkerungsentwicklung |
| ----------------------- | ----------------------- | ----------------------- | ----------------------- | ----------------------- | ----------------------- | ----------------------- | ----------------------- | ----------------------- |
| Jahr                    | 1850                    | 1900                    | 1950                    | 1980                    | 1990                    | 2000                    | 2005                    | 2014                    |
| Einwohner               | 413                     | 408                     | 409                     | 332                     | 339                     | 369                     | 353                     | 320                     |

### Sprachen

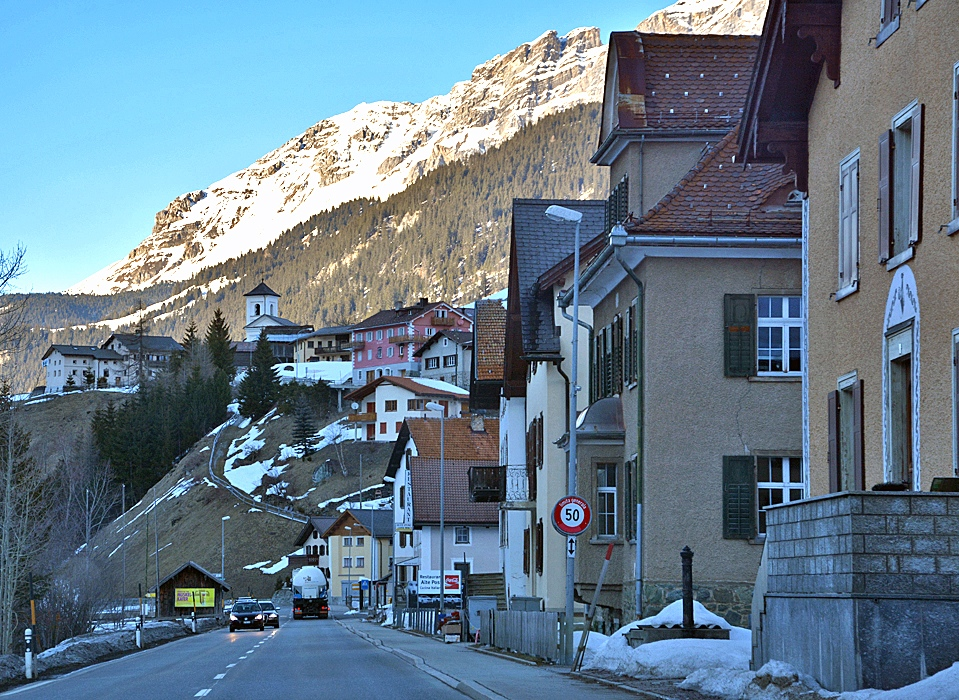
Das Dorf Rona

Die Bevölkerung bestand bis zum Ersten Weltkrieg beinahe gänzlich aus Rätoromanen. 1880 waren es 94 %, 1910 sogar 96 % (Tinizong 96 %, Rona 98 %). Danach sank der Anteil der Rätoromanen bis 1941 nur auf 91 %. Bis 1970 erfolgte ein erster Einbruch der einheimischen Sprache. In Tinizong war der Anteil auf 80 %, in Rona auf 84 % gefallen. Seither erfolgt wegen Abwanderung und Sprachwechsel von Einheimischen ein massiver Rückgang der Rätoromanen (1970 330, 2000 185 Personen). Gleichzeitig wird das Deutsche immer stärker. Dies zeigt auch folgende Tabelle:
| Sprachen in Tinizong-Rona |                   |                   |                   |                   |                   |                   |
| Sprachen                  | Volkszählung 1980 | Volkszählung 1980 | Volkszählung 1990 | Volkszählung 1990 | Volkszählung 2000 | Volkszählung 2000 |
| Sprachen                  | Anzahl            | Anteil            | Anzahl            | Anteil            | Anzahl            | Anteil            |
| Deutsch                   | 57                | 17,17 %           | 95                | 28,02 %           | 143               | 38,75 %           |
| Rätoromanisch             | 264               | 79,52 %           | 227               | 66,96 %           | 185               | 50,14 %           |
| Italienisch               | 7                 | 2,11 %            | 6                 | 1,77 %            | 12                | 3,25 %            |
| Einwohner                 | 332               | 100 %             | 339               | 100 %             | 369               | 100 %             |

Amtssprache ist das surmeirische Idiom des Rätoromanischen.

### Herkunft und Nationalität
Von den Ende 2005 353 Bewohnern waren 301 (= 85 %) Schweizer Staatsangehörige.

## Wirtschaft und Verkehr
In der Landwirtschaft waren 41 Personen tätig, im produzierenden Gewerbe 56 und im Dienstleistungssektor 18.
An der Julia nahe dem Dorf Tinizong liegt ein Wasserkraftwerk des Elektrizitätswerk der Stadt Zürich (EWZ). Im Jahre 2004 lieferte das im Lai da Marmorera gestaute Wasser 192.4 Gigawattstunden elektrische Energie. Obwohl die Gemeinde inmitten der Fremdenverkehrsregion Savognin-Bivio liegt, fehlen eigentliche touristische Einrichtungen, abgesehen von zwei kleineren Hotels und einer in den 1980er-Jahren errichteten Ferienhaussiedlung.
Tinizong und Rona liegen an der Hauptstrasse 3 und werden durch die Postautolinie Chur – Lenzerheide – Savognin – Bivio erschlossen. Einzelne Kurse verkehren bis St. Moritz.

## Sehenswürdigkeiten

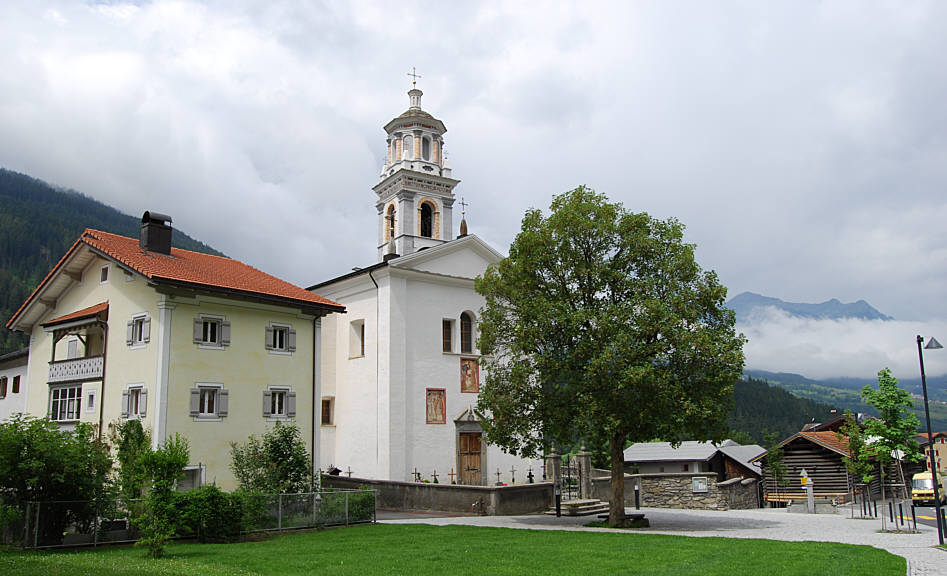
Katholische Pfarrkirche Son Plasch in Tinizong

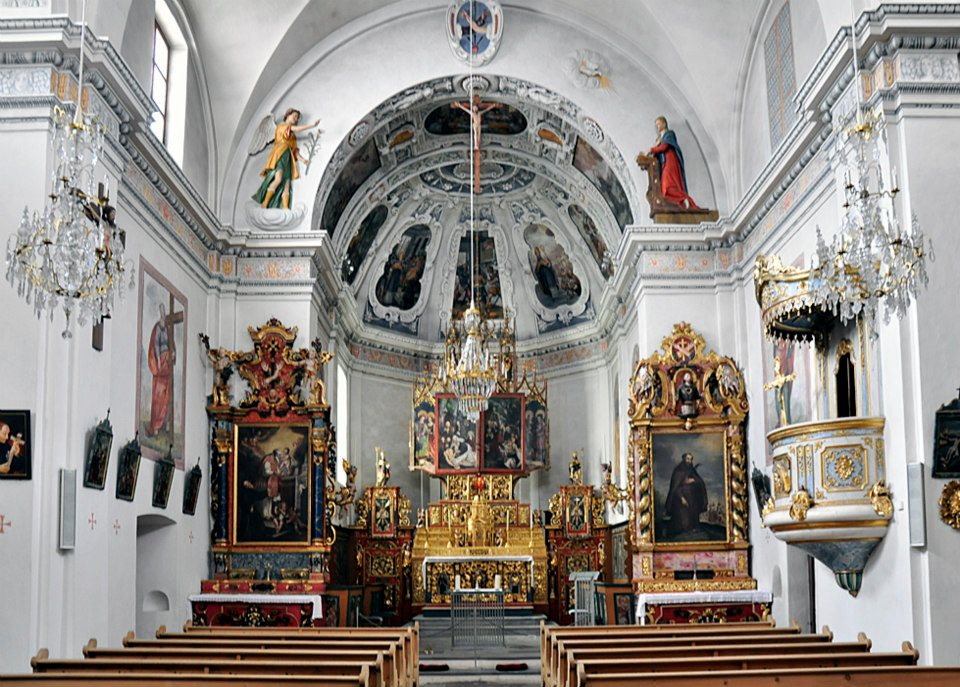
Inneres der Pfarrkirche Son Plasch

- Katholische Pfarrkirche Son Plasch in Tinizong. Nachdem eine gotische Vorgängerkirche beim Dorfbrand 1610 beschädigt worden war, entstand der heutige Barockbau bis 1663 unter der Leitung des Baumeisters Paolo Torello aus Carona im Tessin. Stuckaturen und Deckenbilder im Chor aus der Bauzeit. Spätgotischer Flügelaltar aus Süddeutschland, signiert von Maler Jörg Kändel aus Biberach, 1512.[2]
- Katholische Pfarrkirche Son Antieni in Rona, äusserlich schlichter Bau von 1663, Hochaltar um 1760. Die barocke Orgel, 1677 in Trient gebaut, stand früher im Kloster Müstair und kam 1884 nach Rona.[3]
- Gemeindehaus, 2000, Architekt: Pablo Horváth[4]
- Vorindustrielle Gewerbeanlage[5]
- Mehrere Abschnitte des historischen Passwegs:
  - zwischen Tinizong und Rona im Wald Gionda,
  - südlich Rona am rechtsseitigen Hangfuss, mit Radspuren vermutlich aus römischer Zeit.